# HARPS

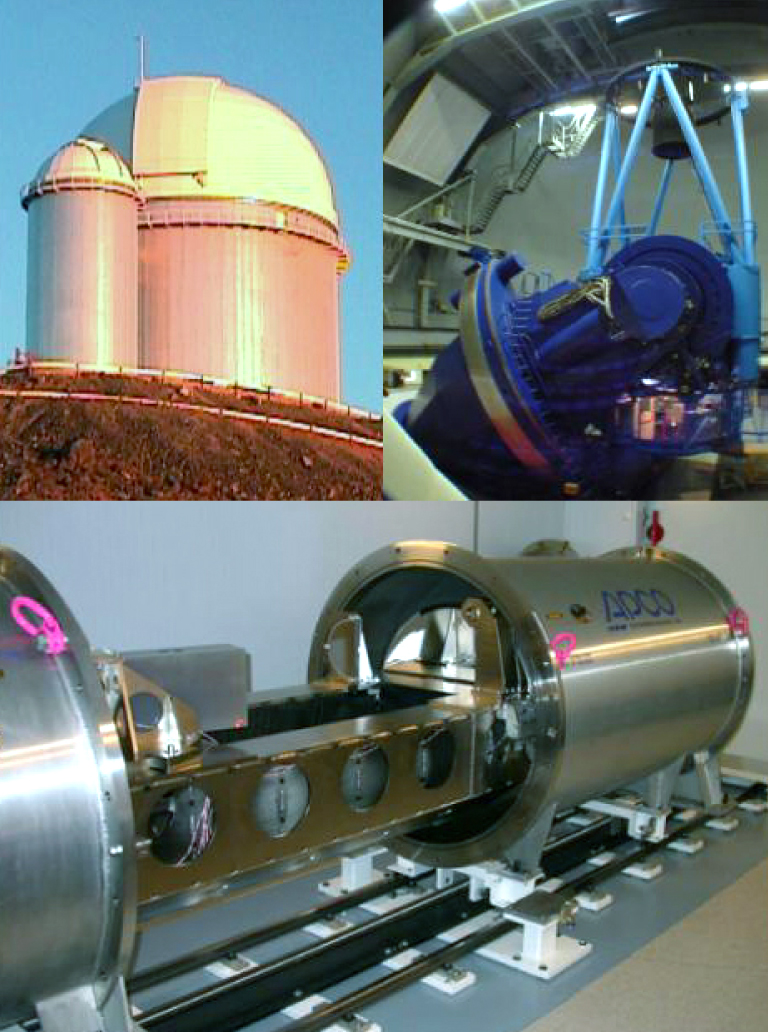
Монтаж спектрографа HARPS і 3,6-метрового телескопа в Ла Сілла. Верхній лівий кут показує купол телескопа, а верхній правий — сам телескоп. Спектрограф HARPS показаний на нижньому зображенні під час лабораторних тестів. Вакуумний резервуар відкритий, тому можна побачити деякі високоточні компоненти всередині

HARPS (High Accuracy Radial Velocity Planet Searcher, «високоточний радіально-швидкосний шукач планет») — це високоточний ешелівський спектрограф для пошуку планет, встановлений 2002 року на 3,6-метровому телескопі ESO в обсерваторії Ла-Сілья в Чилі. Перше світло було отримано в лютому 2003 року. HARPS виявив понад 100 екзопланет (перша з них — у 2004 році), що робить його найуспішнішим відкривачем планет після космічного телескопу Kepler. HARPS заснований на досвіді роботи зі спектрографами попереднього поколдіння — ELODIE і CORALIE. Головним дослідником HARPS є нобелівський лауреат Мішель Мейор.

## Характеристики
HARPS може досягати точності 0,97 м/с (3,5 км/год), що робить його одним із лише двох приладів у світі з такою точністю.  Це пов'язано з конструкцією, у якій цільова зоря та еталонний спектр від торієвої лампи спостерігаються одночасно за допомогою двох ідентичних оптичних волокон, а також особливою увагою до механічної стабільності: прилад знаходиться у вакуумній ємності, температура якої контролюється з точністю до 0,01 кельвіна. У деяких випадках можливість відкриття екзопланети обмежується сейсмічними пульсаціями зорі, а не обмеженнями приладу.
HARPS дозволяє детектувати придатні для життя надземлі лише біля зір з малою масою, оскільки вони більше піддаються впливу гравітації планет і мають ближчі до зорі зони життя.

## Відкриття
Це неповний список екзопланет, відкритих HARPS. Список відсортовано за датою оголошення про відкриття. Станом на грудень 2017 року список містить 134 екзопланети.
| HD 330075 b | 10 лютого 2004 р     |
| Му Арае c   | 25 серпня 2004 р     |
| HD 2638 b   | 22 березня 2005      |
| HD 27894 b  | 22 березня 2005      |
| HD 63454 b  | 22 березня 2005      |
| HD 93083 b  | 30 березня 2005 року |
| HD 101930 b | 30 березня 2005 року |
| Глізе 581b  | 8 вересня 2005 р     |
| HD 4308 b   | 12 жовтня 2005       |
| HD 212301 b | 25 січня 2006        |

| HD 69830 b  | 18 травня 2006 р    |
| HD 69830 c  | 18 травня 2006 р    |
| HD 69830 d  | 18 травня 2006 р    |
| Му Арае д   | 14/18 серпня 2006 р |
| Глізе 674 р | 2 квітня 2007 р     |
| HD 100777 b | 6 квітня 2007 р     |
| HD 190647 b | 6 квітня 2007 р     |
| HD 221287 b | 6 квітня 2007 р     |
| Глізе 581c  | 23 квітня 2007 р    |
| Глізе 581d  | 23 квітня 2007 р    |

| HD 171028 b     | 7 серпня 2007 р  |
| HD 40307 b      | 27 червня 2008 р |
| HD 40307 c      | 27 червня 2008 р |
| HD 40307 d      | 27 червня 2008 р |
| Глізе 176 b (c) | 4 вересня 2008 р |
| BD-17°63 b      | 26 жовтня 2008 р |
| HD 20868 b      | 26 жовтня 2008 р |
| HD 73267 b      | 26 жовтня 2008 р |
| HD 131664 b (а) | 26 жовтня 2008 р |
| HD 145377 b     | 26 жовтня 2008 р |

| HD 153950 b   | 26 жовтня 2008 р |
| HD 47186 b    | 9 грудня 2008 р  |
| HD 47186 c    | 9 грудня 2008 р  |
| HD 181433 b   | 9 грудня 2009 р  |
| HD 181433 c   | 9 грудня 2009 р  |
| HD 181433 д   | 9 грудня 2009 р  |
| HD 45364 b    | 3 лютого 2009 р  |
| HD 45364 c    | 3 лютого 2009 р  |
| Глізе 581e    | 21 квітня 2009   |
| Gliese 667 Cb | 19 жовтня 2009 р |

| BD-08°2823 b  | 16 грудня 2009 р |
| BD-08°2823 c  | 16 грудня 2009 р |
| HD 5388 b (б) | 16 грудня 2009 р |
| HD 181720 b   | 16 грудня 2009 р |
| HD 190984 b   | 16 грудня 2009 р |
| HD 125612 c   | 29 грудня 2009 р |
| HD 125612 d   | 29 грудня 2009 р |
| HD 215497 b   | 29 грудня 2009 р |
| HD 215497 c   | 29 грудня 2009 р |
| HIP 5158 b    | 29 грудня 2009 р |

| HD 85390 b      | 5 жовтня 2010 р  |
| HD 90156 b      | 5 жовтня 2010 р  |
| HD 103197 b     | 5 жовтня 2010 р  |
| HIP 12961 b     | 6 грудня 2010 р  |
| HD 1690 b       | 17 грудня 2010 р |
| HD 25171 b      | 17 грудня 2010 р |
| HD 113538 b     | 17 грудня 2010 р |
| HD 113538 c     | 17 грудня 2010 р |
| HD 217786 b (а) | 17 грудня 2010 р |
| HD 33473 Ab     | 17 грудня 2010 р |

| HD 89839 b   | 17 грудня 2010 р    |
| HD 167677 b  | 17 грудня 2010 р    |
| HD 10180 b   | 23 листопада 2010 р |
| HD 10180 c   | 23 листопада 2010 р |
| HD 10180 d   | 23 листопада 2010 р |
| HD 10180 e   | 23 листопада 2010 р |
| HD 10180 f   | 23 листопада 2010 р |
| HD 10180 г   | 23 листопада 2010 р |
| HD 10180 год | 23 листопада 2010 р |
| HD 63765 b   | 1 липня 2011 р      |

| HD 104067 b       | 1 липня 2011 р |
| HD 125595 b       | 1 липня 2011 р |
| HIP 70849 b       | 1 липня 2011 р |
| HD 137388 b       | 8 липня 2011   |
| HD 204941 b       | 8 липня 2011   |
| HD 7199 b         | 8 липня 2011   |
| HD 7449 b         | 8 липня 2011   |
| 82 Г. Ерідані нар | 17 серпня 2011 |
| 82 Г. Ерідані бл  | 17 серпня 2011 |
| 82 Г. Ерідані пом | 17 серпня 2011 |

| HD 85512 b | 17 серпня 2011    |
| HR 7722 c  | 17 серпня 2011    |
| HD 1461 c  | 12 вересня 2011 р |
| HD 13808 b | 12 вересня 2011 р |
| HD 13808 c | 12 вересня 2011 р |
| HD 20003 b | 12 вересня 2011 р |
| HD 20003 c | 12 вересня 2011 р |
| HD 20781 b | 12 вересня 2011 р |
| HD 20781 c | 12 вересня 2011 р |
| HD 21693 b | 12 вересня 2011 р |

| HD 21693 c | 12 вересня 2011 р |
| HD 31527 b | 12 вересня 2011 р |
| HD 31527 c | 12 вересня 2011 р |
| HD 31527 д | 12 вересня 2011 р |
| HD 38858 b | 12 вересня 2011 р |
| HD 39194 b | 12 вересня 2011 р |
| HD 39194 c | 12 вересня 2011 р |
| HD 39194 д | 12 вересня 2011 р |
| HD 45184 b | 12 вересня 2011 р |
| HD 51608 b | 12 вересня 2011 р |

| HD 51608 c  | 12 вересня 2011 р |
| HD 93385 b  | 12 вересня 2011 р |
| HD 93385 c  | 12 вересня 2011 р |
| HD 96700 b  | 12 вересня 2011 р |
| HD 96700 c  | 12 вересня 2011 р |
| HD 126525 b | 12 вересня 2011 р |
| HD 134060 b | 12 вересня 2011 р |
| HD 134060 c | 12 вересня 2011 р |
| HD 134606 b | 12 вересня 2011 р |
| HD 134606 c | 12 вересня 2011 р |

| HD 134606 d | 12 вересня 2011 р |
| Nu2 Lupi b  | 12 вересня 2011 р |
| Nu2 Lupi c  | 12 вересня 2011 р |
| Nu2 Lupi d  | 12 вересня 2011 р |
| HD 150433 b | 12 вересня 2011 р |
| HD 154088 b | 12 вересня 2011 р |
| HD 157172 b | 12 вересня 2011 р |
| HD 189567 b | 12 вересня 2011 р |
| HD 204313 c | 12 вересня 2011 р |
| HD 215152 b | 12 вересня 2011 р |

| HD 215152 c   | 12 вересня 2011 р   |
| HD 215456 b   | 12 вересня 2011 р   |
| HD 215456 c   | 12 вересня 2011 р   |
| Глізе 667 Cc  | 21 листопада 2011 р |
| HD 10180 i    | 5 квітня 2012 року  |
| HD 10180 дж   | 5 квітня 2012 року  |
| GJ 3470 b     | 22 червня 2012 р    |
| Глізе 676 c   | 29 червня 2012 р    |
| Глізе 676 пом | 29 червня 2012 р    |
| Глізе 676 e   | 29 червня 2012 р    |

| Глізе 163 b   | 6 вересня 2012 р |
| Глізе 163 c   | 6 вересня 2012 р |
| Gliese 667 Cd | 25 червня 2013 р |
| Gliese 667 Cg | 25 червня 2013 р |

## Галерея

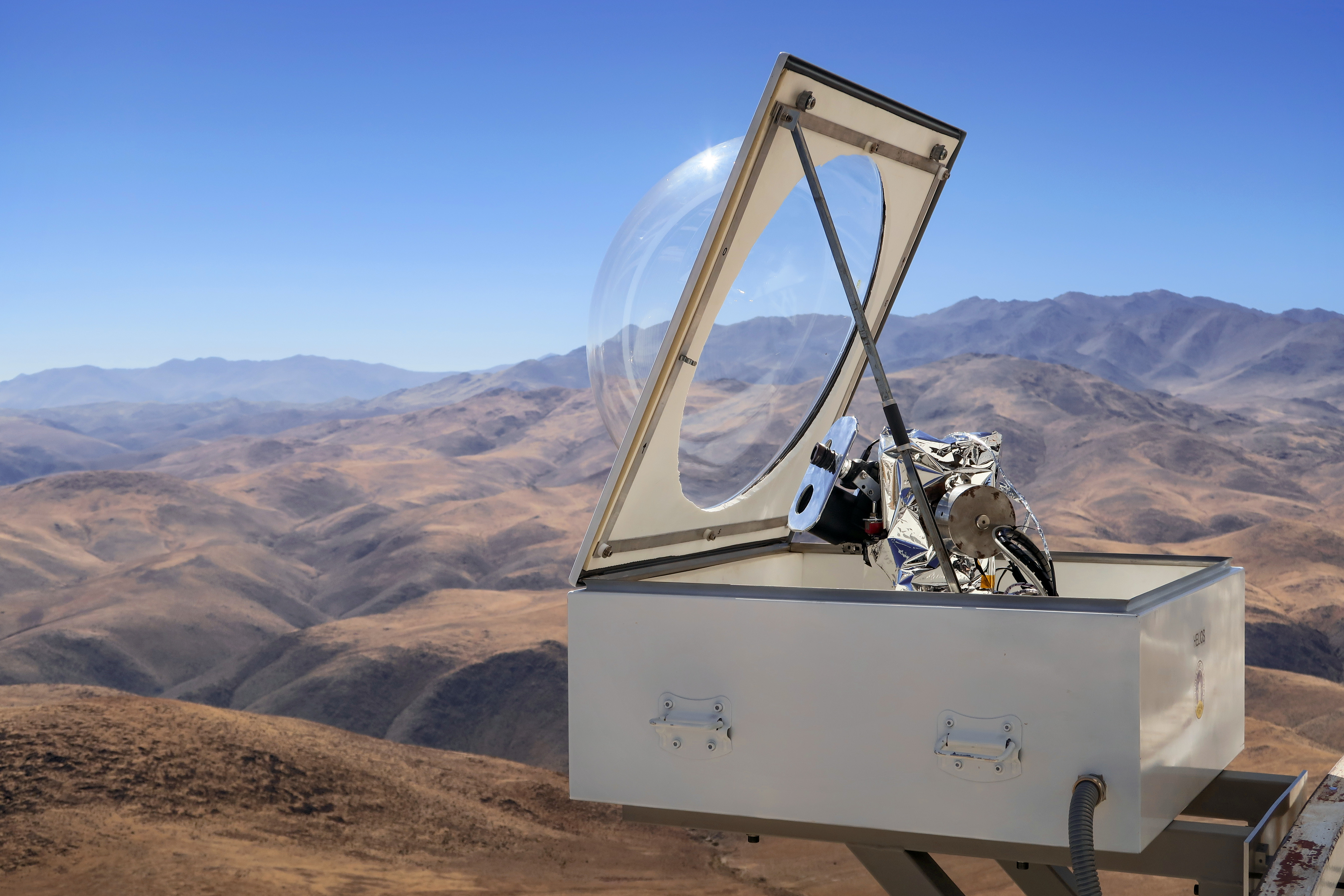
Інструмент HELIOS, встановлений для подачі сонячного світла через волоконну оптику на HARPS
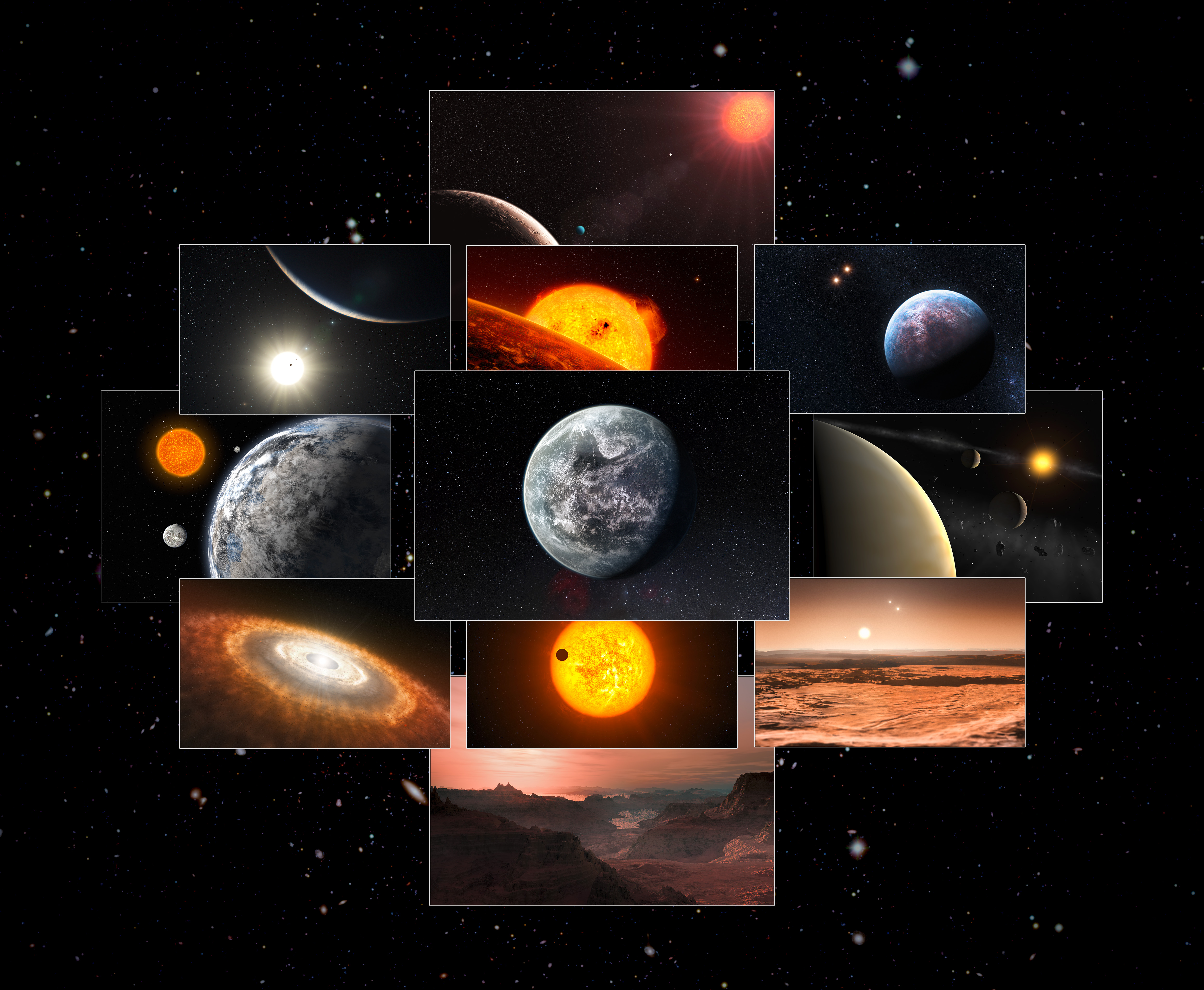
Десятиліття відкриттів від HARPS
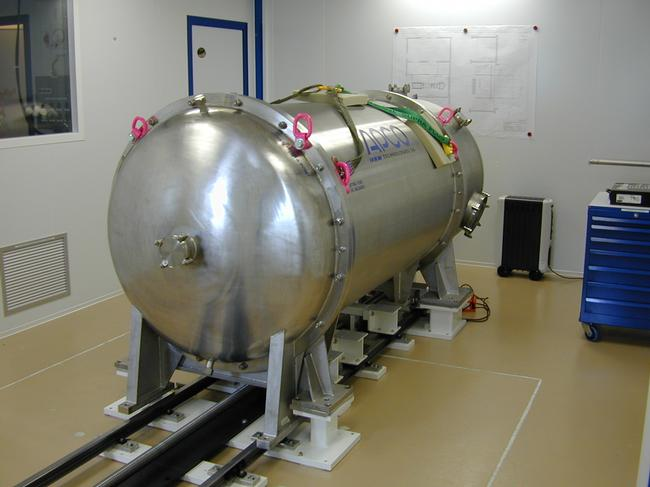
Спектрограф HARPS
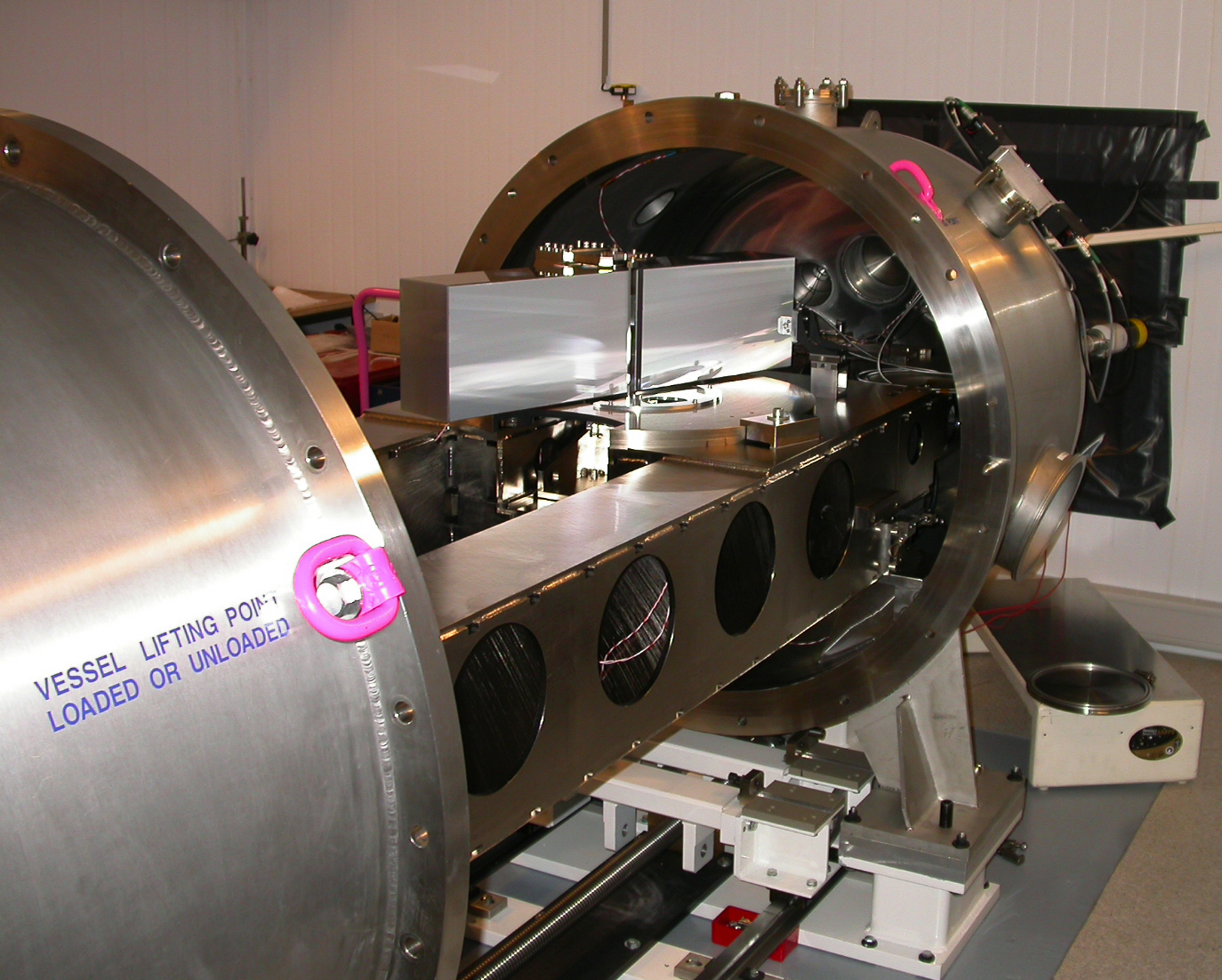
Деталь спектрографа HARPS
- Анімація HD 10180 із сімома планетами